# Мауер
Мауер (на немски: Mauer; в превод: Стена) е селище и община в провинция Баден-Вюртемберг, Германия.

## История
То е световноизвестно с разкопките, при които са открити останките на праисторическия Хайделбергски човек (Homo heidelbergensis).

## География
Лежи в северната част на географския регион Крайхгау, в близост до планината Оденвалд. Попада в Метрополен регион Рейн-Некар. Намира се на около 17 км от град Хайделберг.

## Население
Растежът на населението през годините:
- 1557 г. – 240 души
- 1688 – 90
- 1706 – 94
- 1727 – 189
- 1774 – 329
- 1888 – 748
- 1912 – 988
- 1938 – 1235
- 1970 – 2547
- 2001 – 3515
- 2004 – 3550
- 2005 – 3727